# Pieter Diepenhorst
Pieter Arie Diepenhorst (Strijen, 2 januari 1879 – Epe, 6 oktober 1953) was een Nederlands jurist, econoom en politicus. Hij was een telg uit het geslacht Diepenhorst.
Diepenhorst werd geboren als zoon van vlasboer Izaac Diepenhorst en Antonia Overwater. Pieter was van 1904 tot 1949 hoogleraar aan de juridische faculteit van de Vrije Universiteit in Amsterdam. Van 1910 tot en met 1927 was hij hoofdredacteur van het dagblad De Rotterdammer. 
Hij was van 1920 tot 1946 lid van de Nederlandse Eerste Kamer, waarin hij voor de Anti-Revolutionaire Partij woordvoerder was voor economische zaken. Zijn broer Jacobus Cornelis Diepenhorst was burgemeester van Oud-Beijerland.